# (5505) Rundetaarn
(5505) Rundetaarn – planetoida z pasa głównego asteroid okrążająca Słońce w ciągu 4,87 lat w średniej odległości 2,87 j.a. Odkrył ją Poul Jensen 6 listopada 1986 roku w Obserwatorium Brorfelde.